# Bryaninops tigris
Bryaninops tigris és una espècie de peix de la família dels gòbids i de l'ordre dels perciformes.

## Morfologia
Els mascles poden assolir els 5,5 cm de longitud total.

## Distribució geogràfica
Es troba des de les Maldives i les Illes Chagos fins a les Hawaii.